# Veřejné hodiny v Praze

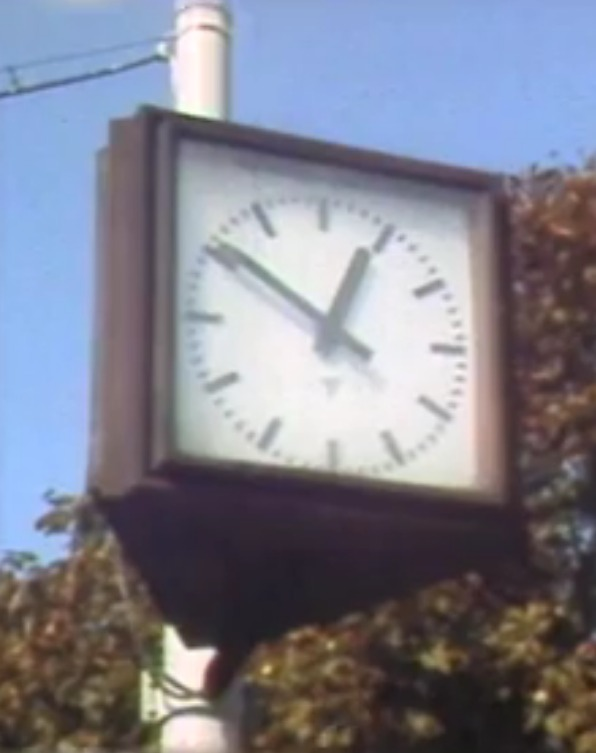
Typizované pražské hodiny ze 60. let 20. století

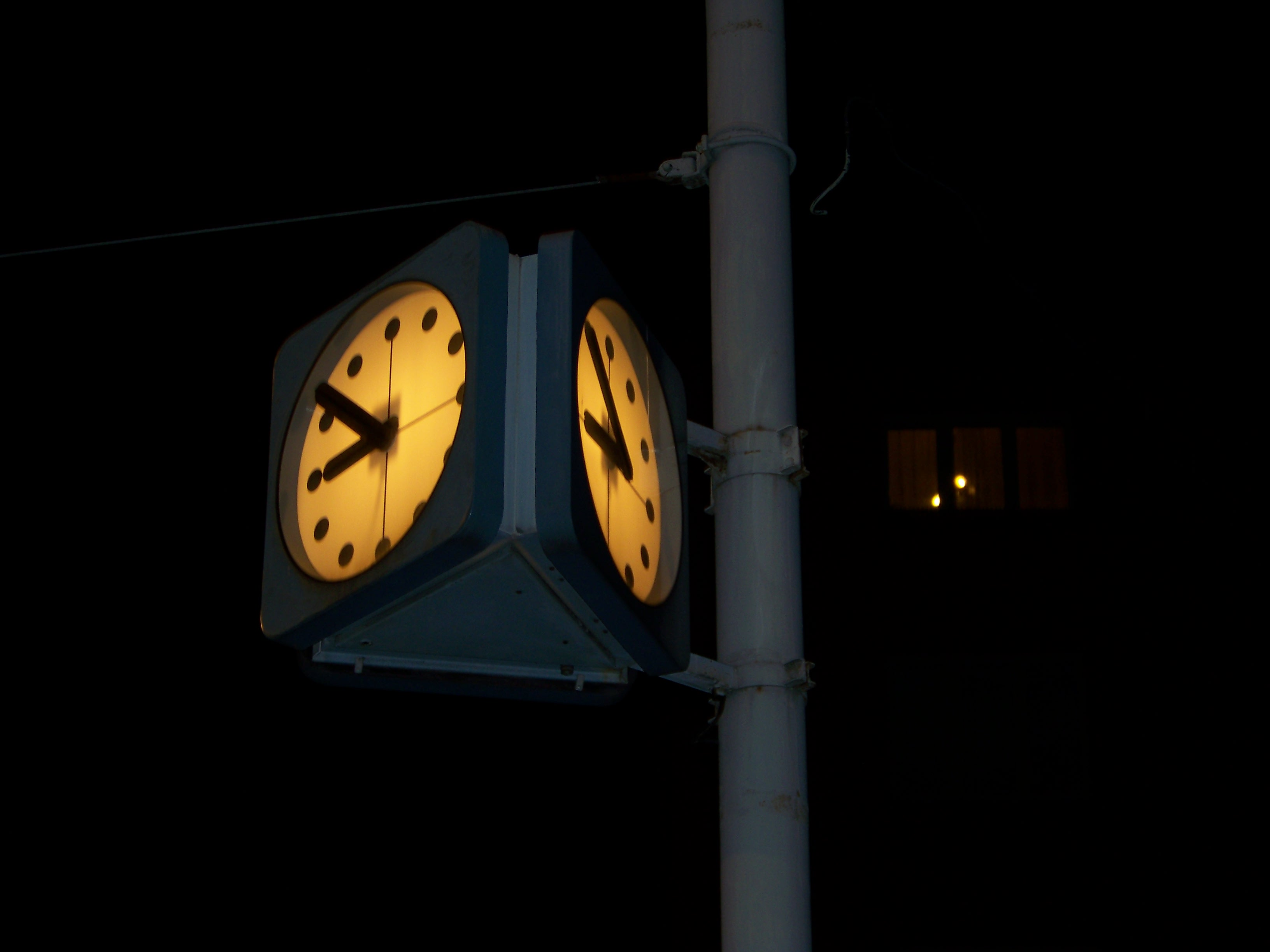
Svítící hodiny na Kubánském náměstí, typ vyvinutý v Elektropodniku kolem roku 1986, v evidenci označovaný jako typ Pulkrabek ND

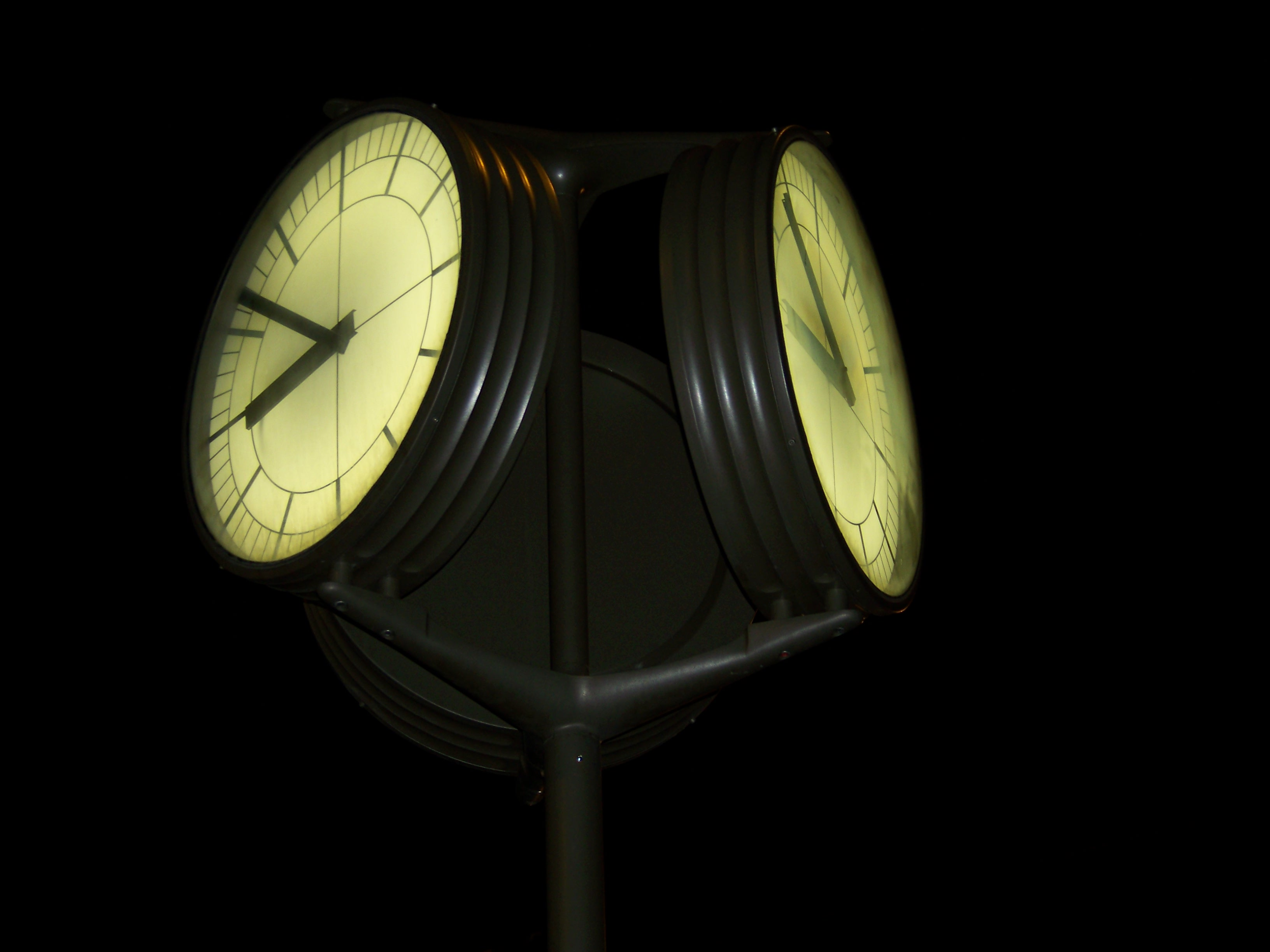
Novější typ hodin na Kubánském náměstí, typ JCDecaux od firmy SPEL z roku 2002

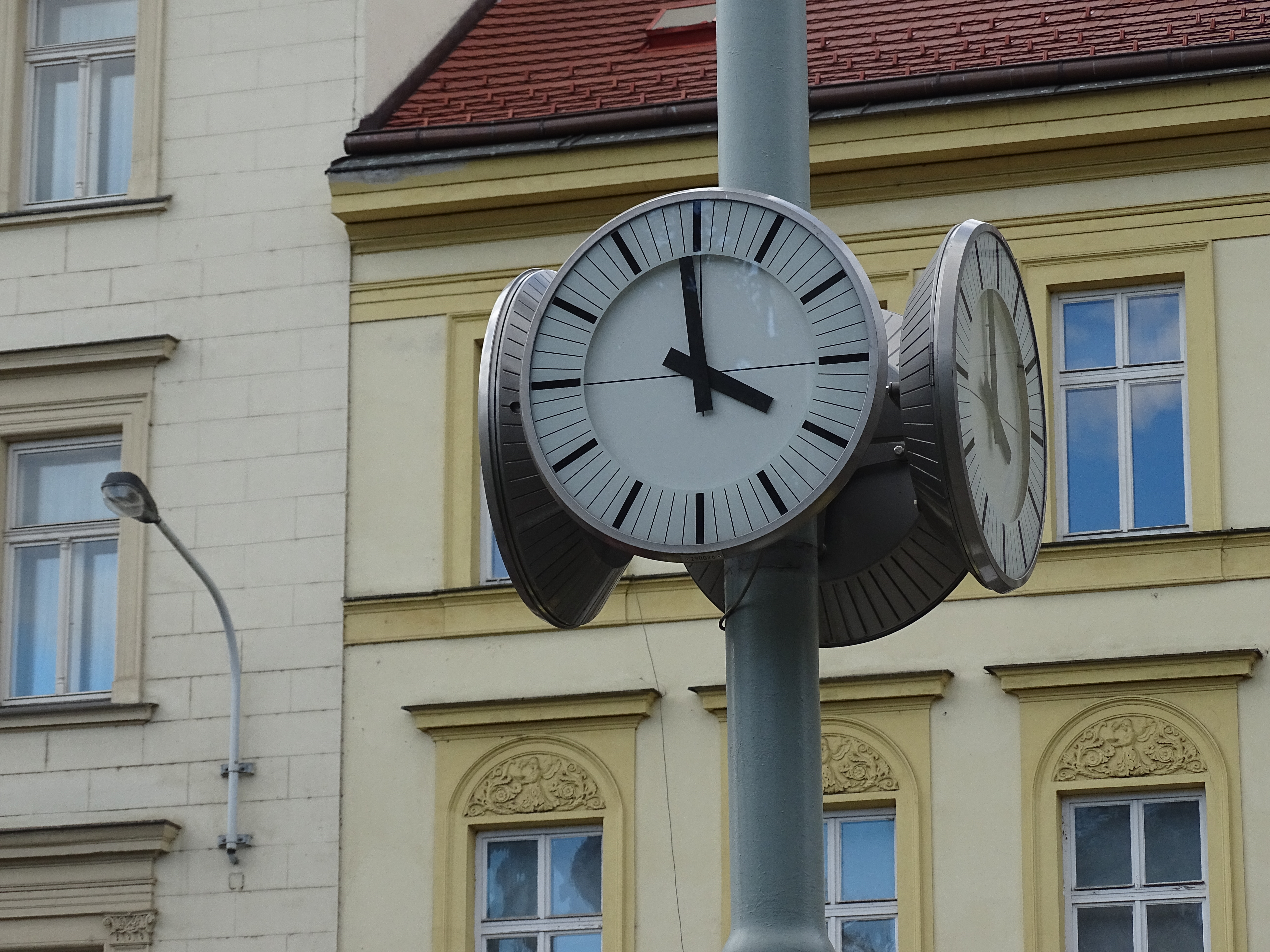
Čtyřstranné hodiny v Opletalově ulici poblíž hlavního nádraží, typ MetroCity od firmy Elekon z roku 2013

Pouliční veřejné hodiny v Praze jsou tradičně spravovány společně s veřejným osvětlením a slavnostním osvětlením a věžními hodinami. Některé veřejné hodiny však jsou vlastnictvím majitelů budov či komunikací, městských částí, developerů, dopravců nebo jiných subjektů. 

## Historie
Veřejné hodiny jako samostatné prvky městského mobiliáře začaly být v Praze umísťovány v první čtvrtině 20. století.
V roce 1986 Československá televize vysilala půlminutový zpravodajský příspěvek, podle kterého předchozí typ hodin (se čtvercovými ciferníky a s vyznačením čárek i pro jednotlivé minuty), který byl starý více než dvacet let, je postupně nahrazován třemi novými typy zhotovenými podle návrhu výtvarníků Elektropodnikem hlavního města Prahy. Kompletní výměna měla být ukončena do konce pětiletky a celkový počet pouličních hodin v Praze přitom měl vzrůst na zhruba 400.
Nověji správce městského osvětlení umísťuje hodiny typu MetroCity od firmy Mobatime, resp. Elekon, jejichž ES prohlášení o shodě je datováno 20. dubnem 2013.
V dubnu 2018 ředitel městské firmy Technologie hlavního města Prahy, která veřejné hodiny ve vlastnictví města přebírala do správy, uvedl v rozhovoru s ČTK, že v ulicích města je na sedm stovek hodin, z nichž některé se potýkají s technickými problémy. Budoucí podobu hodin chtěla firma řešit s památkáři a Institutem plánování a rozvoje, celkovou výměnu však v té době nechystala. Modernizovat chtěl zejména ty hodiny, které nelze seřídit na dálku, a ty, které neumí automaticky reagovat na změnu letního a zimního času. Situaci plánovala společnost řešit zřejmě tendrem, v němž bude hledat firmu, která hodiny jako subdodavatel opraví, protože „hodiny opravuje hodinář, ne elektrikáři“.
První exempláře hodin typu JCDecaux od firmy SPEL podle návrhu architekta Jiřího Špačka, byly umístěny začátkem roku 2002 v ulici Újezd na křižovatkách s Všehrdovou a s Vítěznou ulicí a celkově jich mělo být instalováno 40 kusů. Tyto hodiny nejsou ve správě městského správce osvětlení, ale jsou spravovány společností JCDecaux. Jejich umísťování nebylo s rozmístěním městských uličních hodin koordinováno, a tudíž jsou v některých lokalitách duplicitní – na téže křižovatce jsou dvoje hodiny, každé jiného správce.

## Provedení
Typicky jsou umístěny na sloupech veřejného osvětlení. V noci, v době zapnutého veřejného osvětlení, jsou napájeny a dobíjeny společně s ním a zároveň je napájeno prosvícení ciferníků, přes den pak hodiny napájí vestavěný akumulátor.
Hodiny v sobě mají centrální řídicí jednotku, akumulátor, napájecí zdroj a anténu pro příjem signálu DCF, u moderních hodin vestavěný GPRS modem. Typické hodiny jsou třístranné, přičemž každá strana má vlastní ciferník s vlastním hodinovým strojkem. Každé hodiny jsou vybaveny světelným zdrojem pro podsvícení ciferníků, u novějších hodin jsou to různě provedené LED prvky. Moderní hodiny jsou vybaveny zařízením, které slouží k detekci polohy ručiček, sleduje intenzitu osvětlení, funkci dobíjení akumulátoru a další funkce hodin. THMP a.s. však má ve správě hodiny s jedním, se dvěma, se třemi či čtyřmi ciferníky.
Do 80. let 20. století chod veřejných hodin ovládal impuls poštovního časového signálu, tzv. jednotného času. V 80. letech 20. století byl nahrazen ovládním prostřednictvím dlouhovlnného rádiového signálu DCF, vysílaného z Frankfurtu nad Mohanem. Od roku 2010 jsou nové a nově rekonstruované hodiny kompletně řízeny a monitorovány prostřednictvím internetu a propojeny s dispečinkem a servisním střediskem společnosti, která provádí jejich údržbu. Změnu času ze standardního na letní a opačně si většina hodin řídí automaticky dle nastaveného algoritmu. Starší typy hodin jsou závislé na příjmu radiosignálu DCF. Pavel Donev, vedoucí divize realizace zakázek firmy Eltodo-Citelum, na jaře 2016 uvedl, že každé hodiny mají přijímač a po přijmutí signálu se přetočí, pokud však je signál slabší, může k přetočení dojít s několikaminutovým zpožděním. Jednou za tři roky prý nastane situace, kdy se hodiny přetočí až během dne. Při přechodu z letního času na standardní musí ručičky přeskákat o 11 hodin dopředu (redaktor Smlsal tvrdil, že o 23 hodin), protože zpětného chodu nejsou hodiny schopny.
Na začátku léta 2020 začaly THMP a.s. na třicaterých hodinách Pulkrabek a Metrocity napříč Prahou pilotně testovat provoz s dálkovým dohledem a řízením. Systém by měl na dálku detekovat například stav baterie, zpožďování hodin nebo prasklou žárovku. Data se odesílají přes mobilní síť. Do budoucna má být dálkový dohled rozšířeny na všechny pouliční hodiny v Praze.
Dosud nejběžnější typ pouličních hodin na území Prahy vychází svou konstrukcí ze 70. let 20. století. Nejnovější typ veřejných hodin, instalovaný v Pražské památkové rezervaci, pochází z let 2010 až 2013.

## Věžní hodiny
Společně s pouličními hodinami tradičně jsou spravovány i věžní hodiny. Městský správce veřejného osvětlení spravuje v roce 2018 věžní hodiny na 57 místech Prahy, přičemž na některých věžích je hodinových strojů několik. Věžní hodiny jsou stejně jako pouliční hodiny řízeny DCF signálem. Všechny věžní hodiny ve správě města jsou dnes poháněny elektromotory, někdejší šachty pro závaží ve starších věžích jsou mnohdy zastavěny.

## Správa
Správa veřejných pouličních i věžních hodin je tradičně uváděna jako součást zakázky na správu veřejného osvětlení v Praze. Vyškovská společnost Elekon s.r.o. však ve svých referencích uvádí, že od roku 2009 se ve spolupráci s firmou ELTODO-CITELUM, s.r.o. a magistrátem podílí na celkové revitalizaci veřejných hodin a od roku 2014 zajišťuje správu a údržbu systému veřejných hodin na území hl. města Prahy. Na svém webu v dubnu 2017 (a stejně i v září 2018) v nedatovaném článku uvádí, že Praha má v majetku celkem 57 ks věžních hodin, 61 ks veřejných hodin v Pražské památkové rezervaci a další na zbylém území hl. m. Prahy (celkem 417). Eltodo-Citelum podle prezentace na svém webu v Praze v posledních letech své zakázky evidovalo 439 kusů veřejných hodin a 57 věžních hodin. Společnost THMP v září 2018 na svém webu uvedla, že spravuje 457 veřejných hodin z majetku hlavního města o šestnácti typech, z nichž jsou některé pouze v jednotlivém provedení).
Občanské sdružení Oživení ve své analýze z roku 2010 vyhodnotilo vypsání dvou zakázek na opravu/modernizaci hodin v Pražské památkové rezervaci dne 4. listopadu 2009 (Výměna a modernizace veřejných hodin, ev. č. 144870, Revitalizace veřejných hodin na území Pražské památkové rezervace, ev. č. 144871) jako jednoznačné rozdělení předmětu plnění na 2 menší identické zakázky: stejný předmět a místo plnění v jednom účetním období, stejný okruh oslovených firem, stejné data vyhlášení zakázky, výběru dodavatele a dokončení. Součet zakázek přitom činil 2 488 875 Kč bez DPH, což překročilo zákonný dvoumilionový limit pro zadání veřejné zakázky malého rozsahu, čímž došlo k porušení § 13 zákona o veřejných zakázkách a porušení Pravidel VZ o způsobu stanovení předpokládané hodnoty a zákazu dělit zakázky pod zákonem stanovené limity. Podle analýzy není jasné, na základě čeho zadavatel jednu zakázku označil za služby a druhou za dodávku, když se jedná o identický předmět plnění - opravu a modernizaci veřejných hodin. Podle vyžádaného výpisu ze zápisu o posouzení a hodnocení nabídek VZMR jsou přílohy obou nabídek s plánem revitalizace veřejných hodin na území Pražské památkové rezervace pro obě zakázky zcela totožné, předmět plnění byl rozdělen na opravu stávajících hodin a dodávku nových hodin. Podle § 10, odst. 2 zákona o veřejných zakázkách se však za určitých okolností, do nichž daný případ spadá, poskytnutí dodávky či provedení stavebních prací považuje za součást poskytovaných služeb. Osloveny byly společnosti ELEKON, s.r.o. a ELTODO EG, a.s., v obou případech byla jako vítězná vybrána nabídka  ELEKON, s.r.o.
Vyškovskou společnost Elekon ze 40 % vlastní švýcarský hodinářský holding Moser-Baer (Mobatime), v roce 2013 tato společnost koupila pražskou společnost Elektročas, která se prezentovala pod značkou Elektročas-Pragotron. 
V roce 1998 náklady na provoz jedněch hodin činily denně 28 Kč.
Hodiny, které umístila společnost JCDecaux a kterých původně mělo být kolem 40 kusů, jsou spravovány v odlišném režimu a nejsou součástí systému hodin spravovaných správcem veřejného osvětlení. Jejich umísťování nebylo s umístěním původních hodin koordinováno, a tak se na některých místech nacházejí dvoje uliční hodiny, každé jiného správce. Na některých místech se nacházejí i hodiny umístěné jinými vlastníky či správci, například Dopravním podnikem hl. m. Prahy, městskými částmi, majiteli budov či komunikací atd.

## Další obrázky

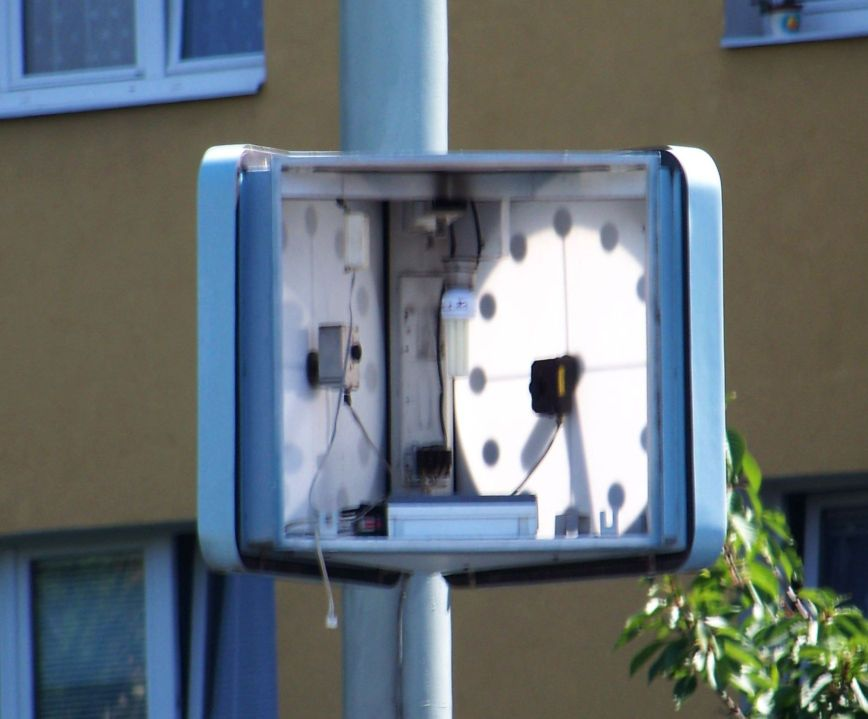
Vnitřek hodin s chybějícím ciferníkem v Počernické ulici v Malešicích
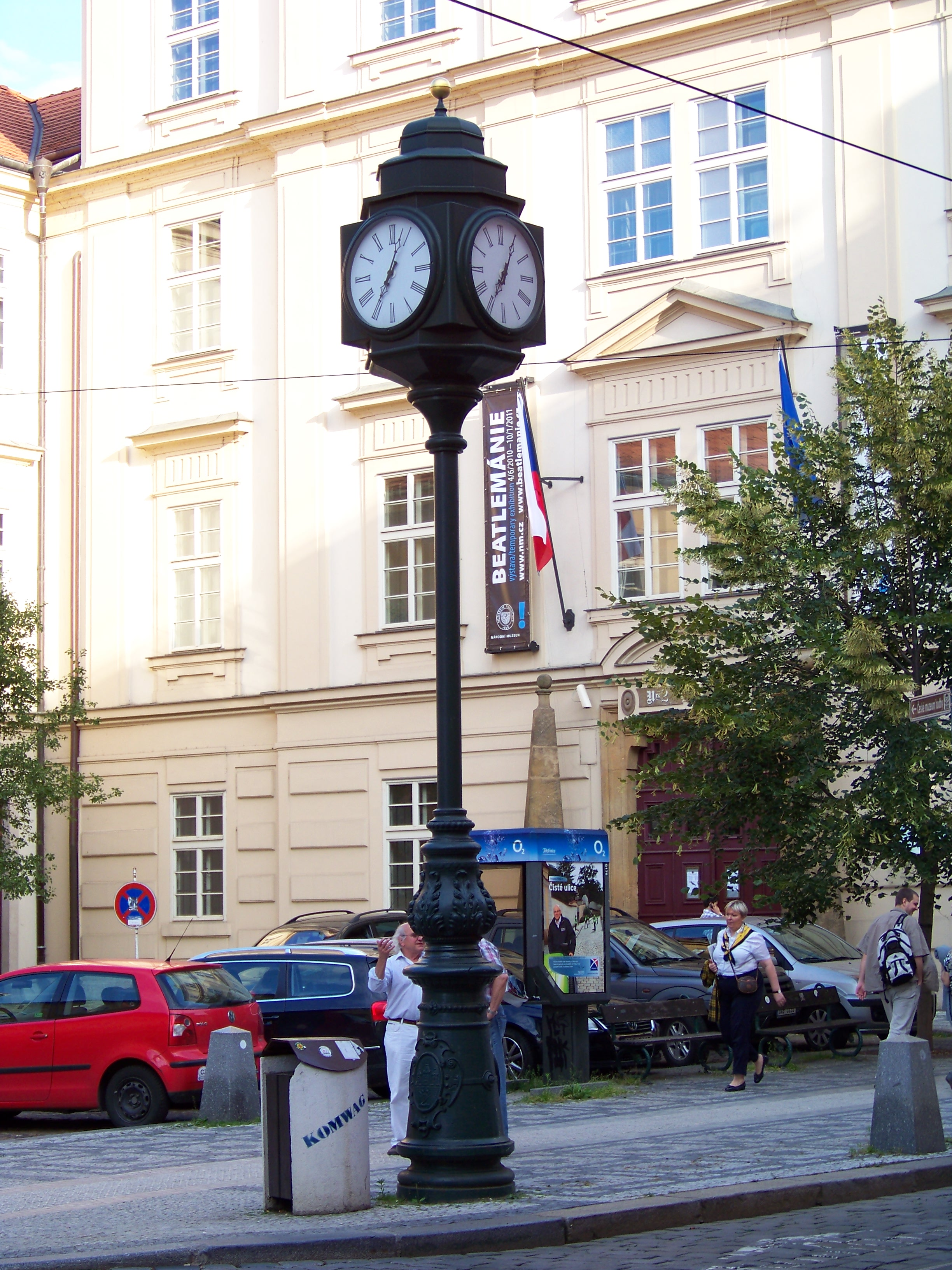
Replika historických hodin v památkové rezervaci na Malé Straně v Karmelitské ulici u muzea hudby
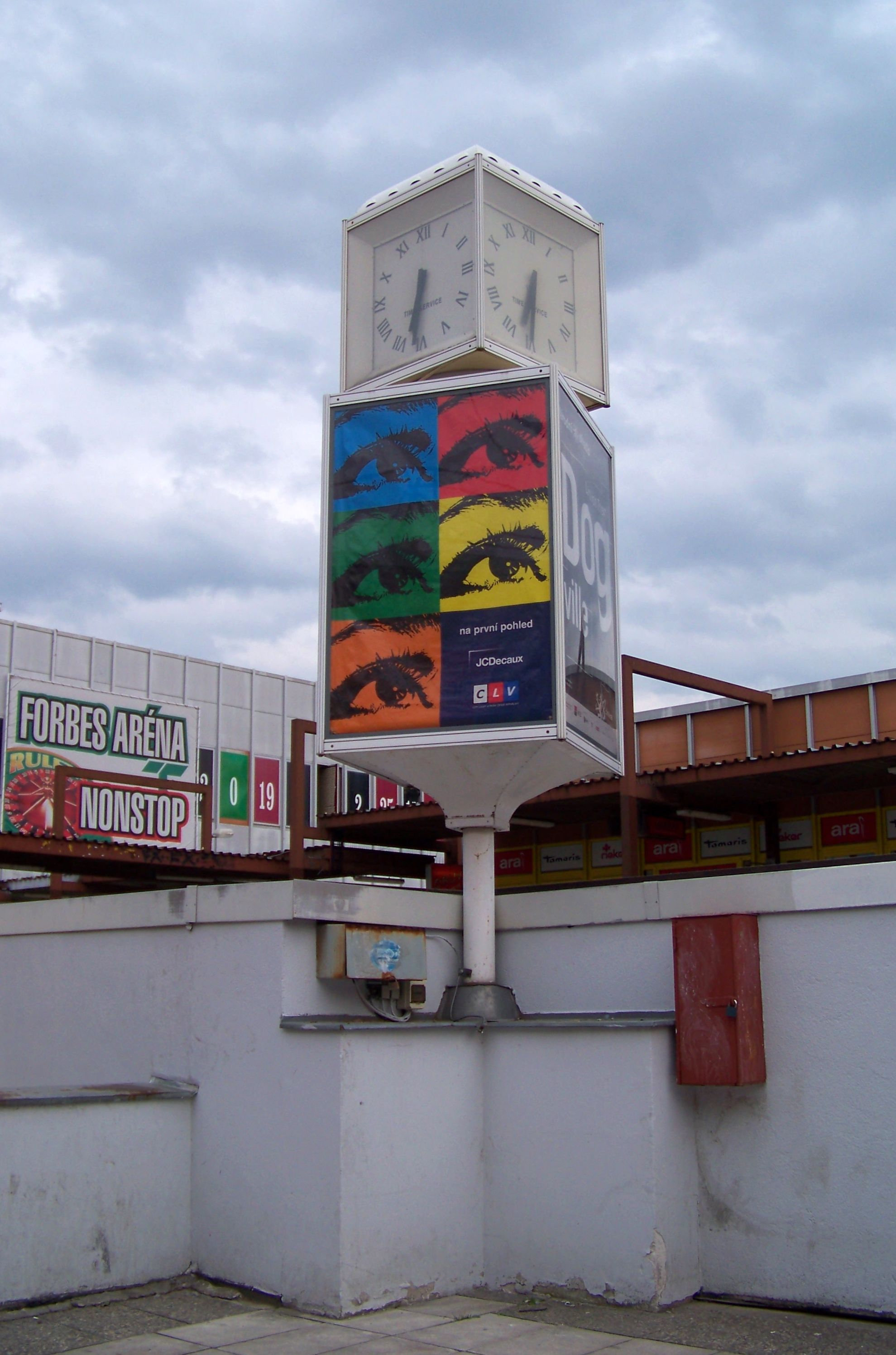
Reklamní hodiny v pochozí zóně Háje
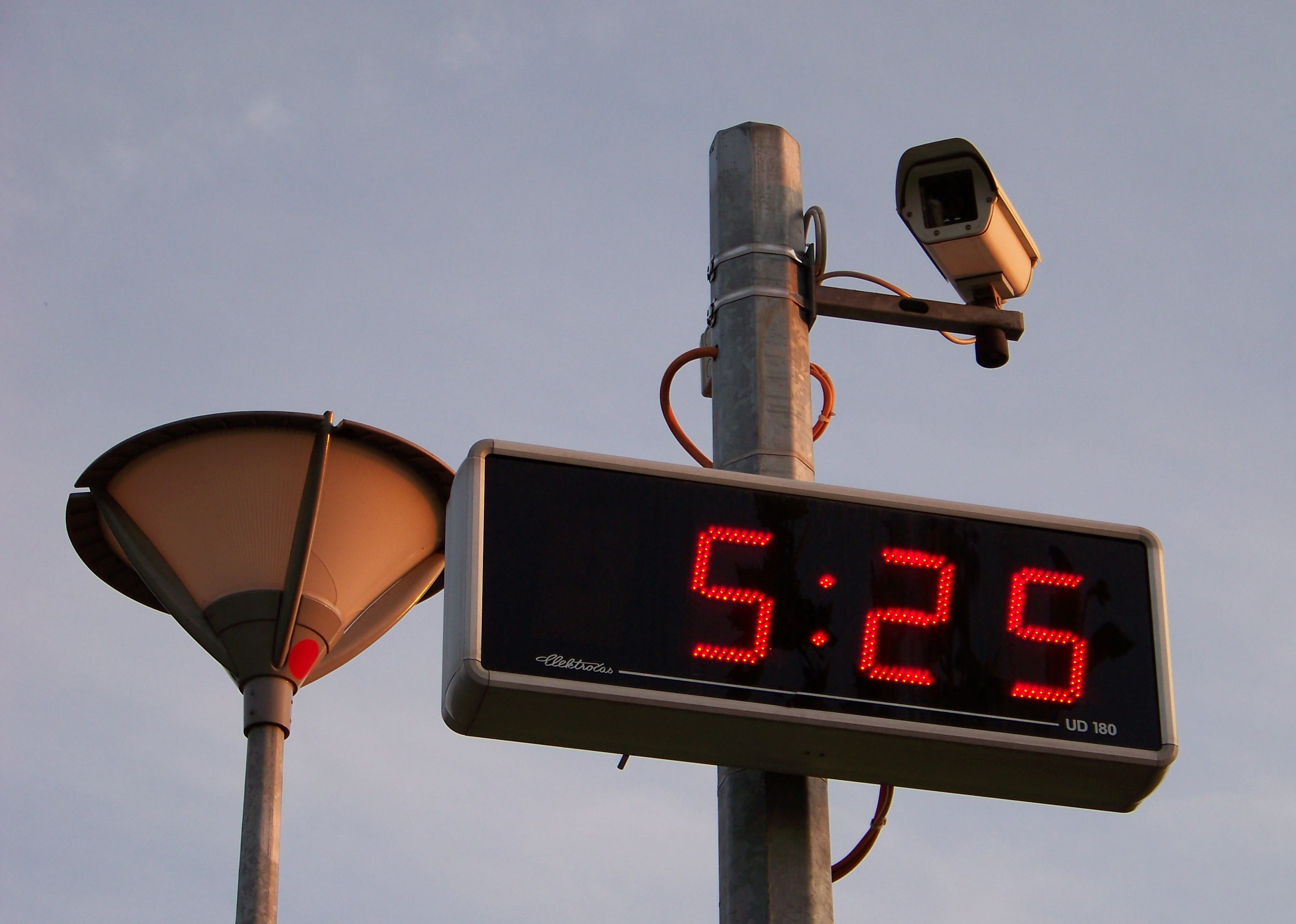
Displej času, data a teploty u autobusové zastávky Prosek
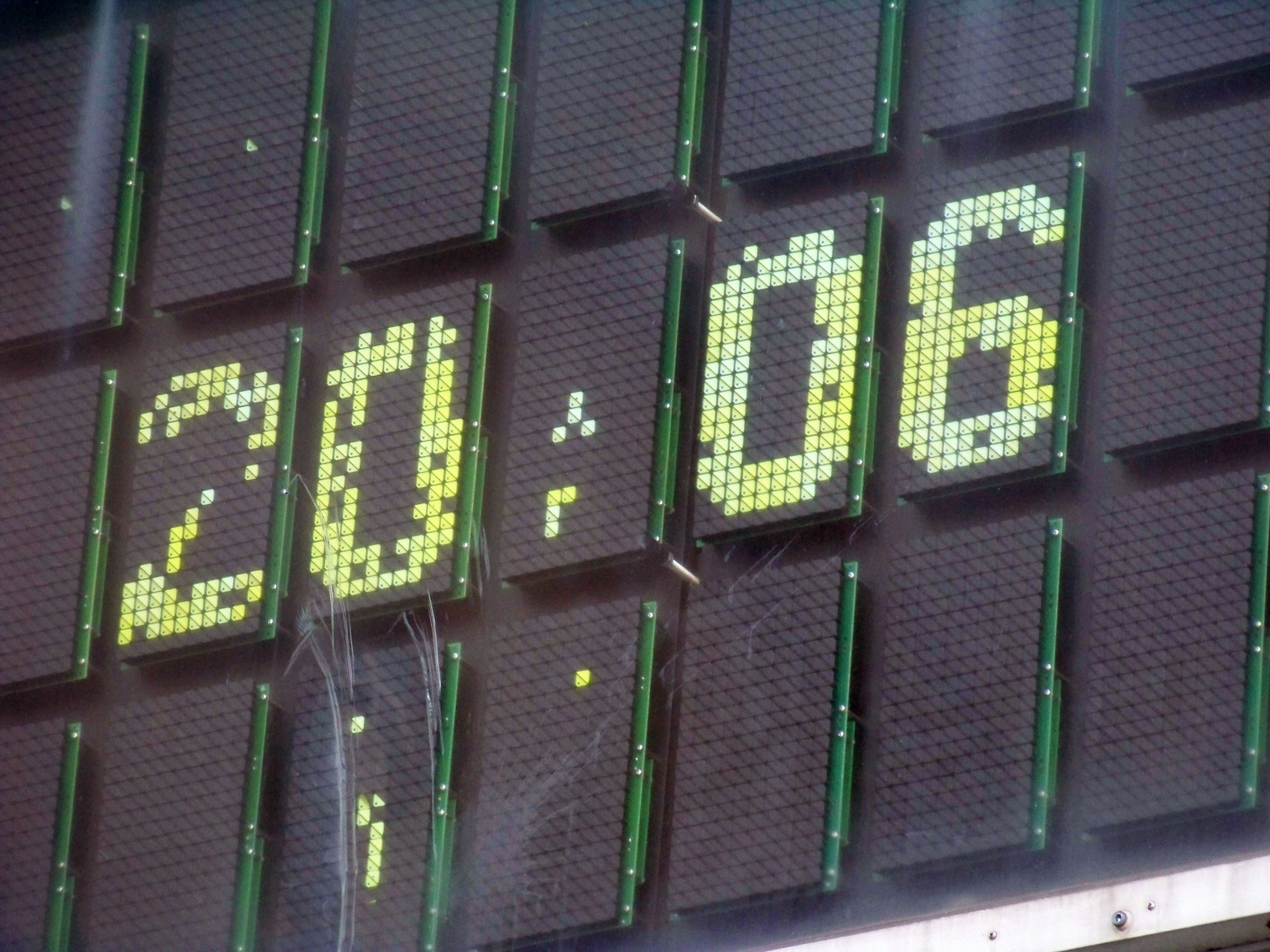
Údaj o čase na zařízení pro provozní informace na Hořejším nábřeží
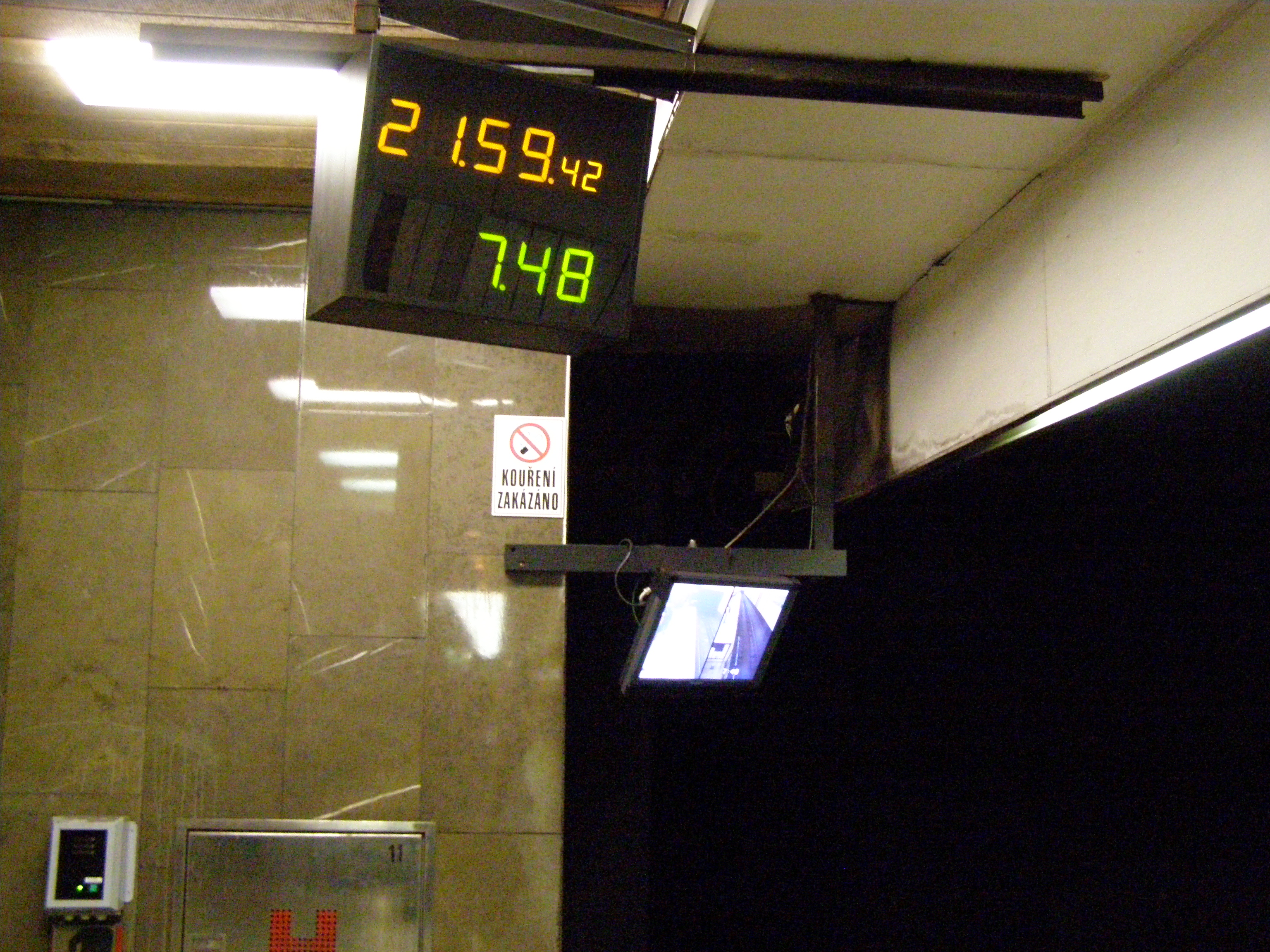
Typické hodiny v pražském metru; kromě času ukazují počet minut a sekund od odjezdu posledního vlaku